# Kenji Takahashi (futbolista, 1970)
Kenji Takahashi (高橋 健二 Takahashi Kenji?, nacido el 5 de junio de 1970 en Yamagata) es un exfutbolista japonés. Jugaba de centrocampista y su último club fue el Montedio Yamagata de Japón.

## Trayectoria

### Clubes
| Club              | País  | Año         |
| ----------------- | ----- | ----------- |
| Montedio Yamagata | Japón | 1994 - 2006 |